# Saint-Nicolas (Pas de Calais)
Saint-Nicolas és un municipi francès situat al departament del Pas de Calais i a la regió dels Alts de França. L'any 2007 tenia 5.059 habitants.

## Demografia

### Població
El 2007 la població de fet de Saint-Nicolas era de 5.059 persones. Hi havia 2.084 famílies de les quals 620 eren unipersonals (256 homes vivint sols i 364 dones vivint soles), 528 parelles sense fills, 632 parelles amb fills i 304 famílies monoparentals amb fills.
La població ha evolucionat segons el següent gràfic:
Habitants censats

### Habitatges
El 2007 hi havia 2.167 habitatges, 2.102 eren l'habitatge principal de la família, 10 eren segones residències i 55 estaven desocupats. 1.198 eren cases i 966 eren apartaments. Dels 2.102 habitatges principals, 991 estaven ocupats pels seus propietaris, 1.089 estaven llogats i ocupats pels llogaters i 22 estaven cedits a títol gratuït; 5 tenien una cambra, 233 en tenien dues, 346 en tenien tres, 585 en tenien quatre i 933 en tenien cinc o més. 1.128 habitatges disposaven pel capbaix d'una plaça de pàrquing. A 1.053 habitatges hi havia un automòbil i a 518 n'hi havia dos o més.

### Piràmide de població
La piràmide de població per edats i sexe el 2009 era:
| Homes | Edats   | Dones |
| ----- | ------- | ----- |
| 0     | 95 o +  | 8     |
| 0     | 90 a 94 | 9     |
| 10    | 85 a 89 | 22    |
| 19    | 80 a 84 | 30    |
| 41    | 75 a 79 | 70    |
| 70    | 70 a 74 | 94    |
| 87    | 65 a 69 | 124   |
| 88    | 60 a 64 | 119   |
| 103   | 55 a 59 | 79    |
| 249   | 50 a 54 | 235   |
| 246   | 45 a 49 | 273   |
| 171   | 40 a 44 | 194   |
| 202   | 35 a 39 | 187   |
| 175   | 30 a 34 | 177   |
| 279   | 25 a 29 | 290   |
| 258   | 20 a 24 | 219   |
| 215   | 15 a 19 | 263   |
| 223   | 10 a 14 | 209   |
| 191   | 5 a 9   | 187   |
| 206   | 0 a 4   | 145   |

## Economia
El 2007 la població en edat de treballar era de 3.440 persones, 2.351 eren actives i 1.089 eren inactives. De les 2.351 persones actives 1.949 estaven ocupades (1.061 homes i 888 dones) i 402 estaven aturades (187 homes i 215 dones). De les 1.089 persones inactives 280 estaven jubilades, 343 estaven estudiant i 466 estaven classificades com a «altres inactius».

### Ingressos
El 2009 a Saint-Nicolas hi havia 2.070 unitats fiscals que integraven 4.980,5 persones, la mediana anual d'ingressos fiscals per persona era de 14.345 €.

### Activitats econòmiques
Dels 121 establiments que hi havia el 2007, 4 eren d'empreses extractives, 4 d'empreses alimentàries, 5 d'empreses de fabricació d'altres productes industrials, 12 d'empreses de construcció, 30 d'empreses de comerç i reparació d'automòbils, 10 d'empreses de transport, 6 d'empreses d'hostatgeria i restauració, 3 d'empreses d'informació i comunicació, 8 d'empreses financeres, 5 d'empreses immobiliàries, 16 d'empreses de serveis, 10 d'entitats de l'administració pública i 8 d'empreses classificades com a «altres activitats de serveis».
Dels 19 establiments de servei als particulars que hi havia el 2009, 1 era una oficina de correu, 1 funerària, 1 taller de reparació d'automòbils i de material agrícola, 1 paleta, 2 guixaires pintors, 3 fusteries, 3 lampisteries, 1 empresa de construcció, 4 perruqueries, 1 veterinari i 1 restaurant.
Dels 6 establiments comercials que hi havia el 2009, 1 era, 1 una gran superfície de material de bricolatge, 2 fleques i 2 floristeries.
L'any 2000 a Saint-Nicolas hi havia 5 explotacions agrícoles que ocupaven un total de 330 hectàrees.

## Equipaments sanitaris i escolars
Els 2 equipaments sanitaris que hi havia el 2009 eren farmàcies.
El 2009 hi havia 2 escoles maternals i 2 escoles elementals. Saint-Nicolas disposava d'un col·legi d'educació secundària amb 612 alumnes.

## Poblacions més properes
El següent diagrama mostra les poblacions més properes.